# Quispicanchi
Quispicanchi is een van de dertien provincies in de regio Cuzco, gelegen in het zuidelijk gebergte van Peru. De provincie heeft een oppervlakte van 7565 km² en telt 89.517 inwoners (2015). De hoofdplaats van de provincie is het district Urcos.

## Bestuurlijke indeling
De provincie Quispicanchi is verdeeld in twaalf districten, met elk een burgemeester. Hieronder staat een lijst met de districten, UBIGEO tussen haakjes.
- (081202) Andahuaylillas
- (081203) Camanti
- (081204) Ccarhuayo
- (081205) Ccatca
- (081206) Cusipata
- (081207) Huaro
- (081208) Lucre
- (081209) Marcapata
- (081210) Ocongate
- (081211) Oropesa
- (081212) Quiquijana
- (081201) Urcos, hoofdplaats van de provincie

Acomayo · Anta · Calca · Canas · Canchis · Chumbivilcas · Cuzco · Espinar · La Convención · Paruro · Paucartambo · Quispicanchi · Urubamba